# Kustjägare (Italien)

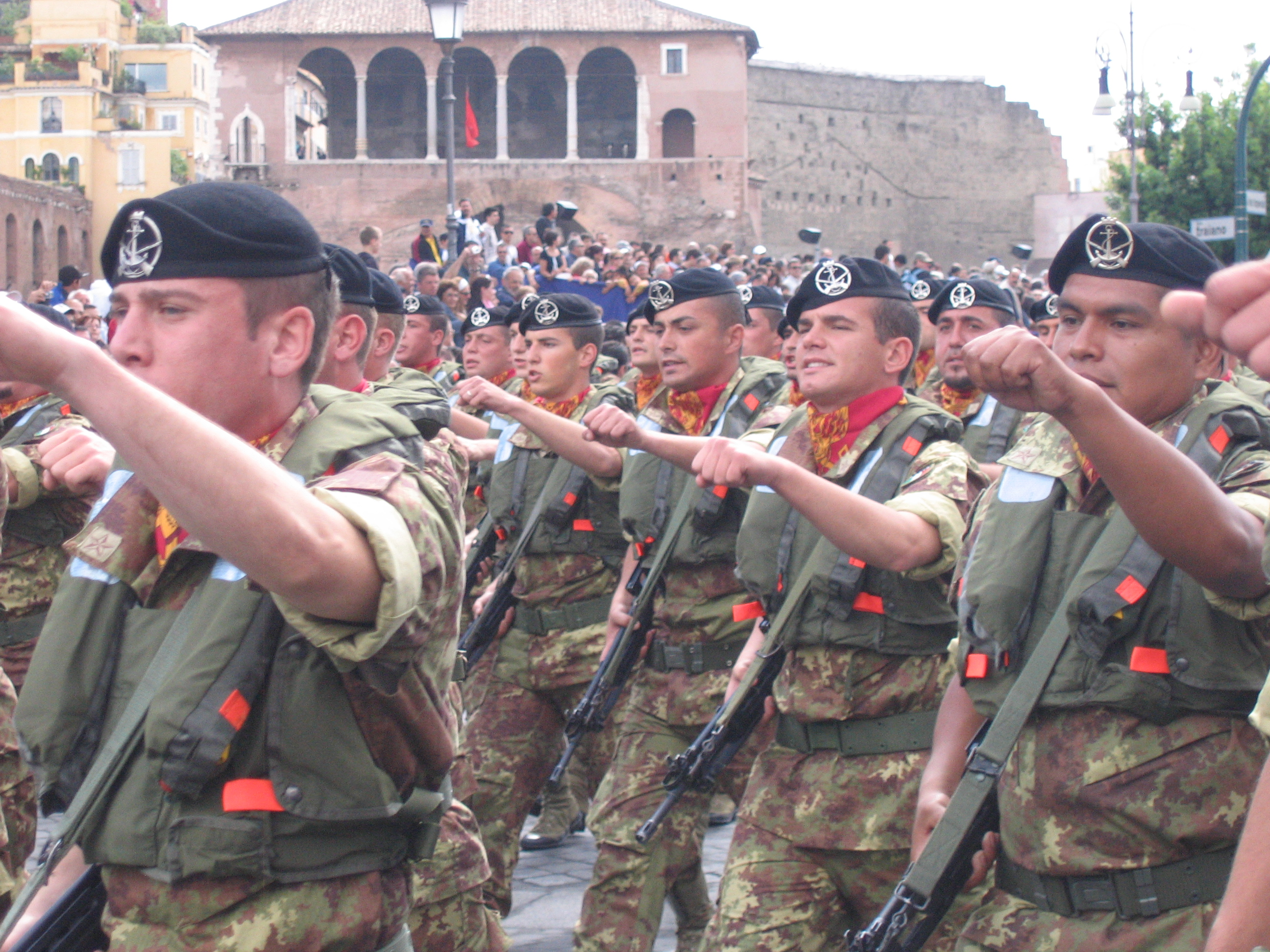
Kustjägare från regementet Serenissima.

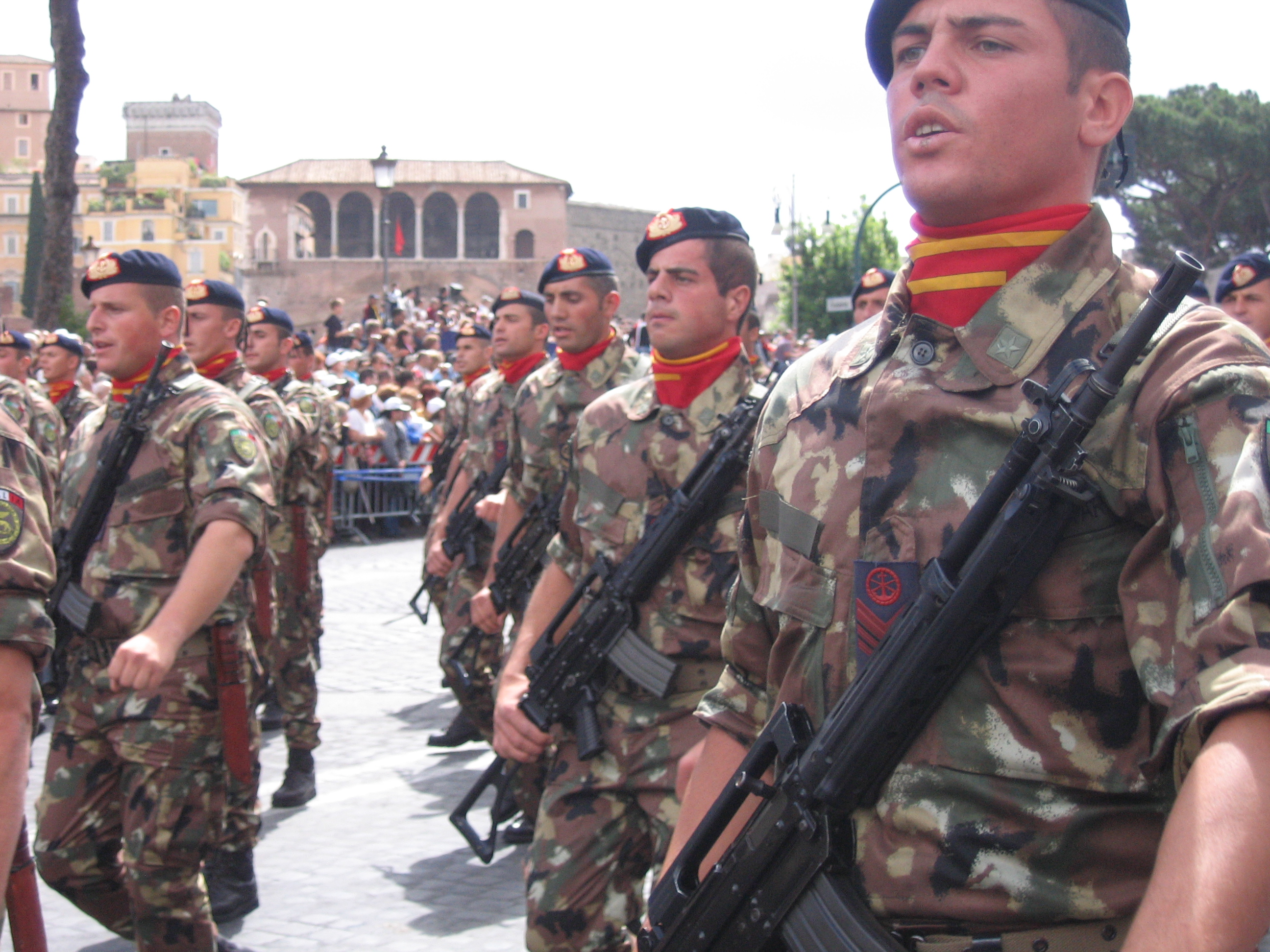
Kustjägare från regementet San Marco.

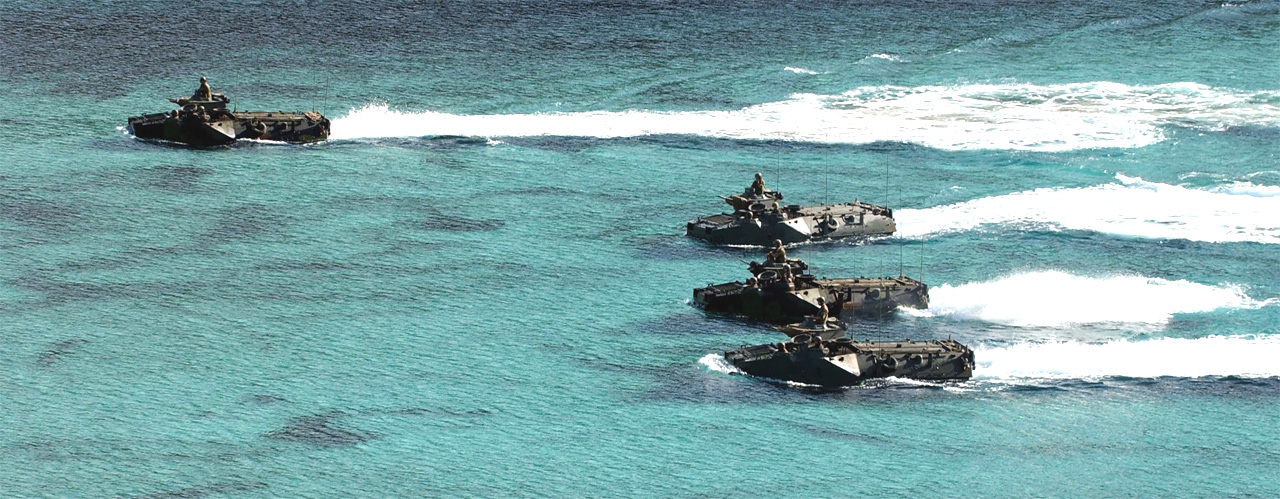
Amfibiebandvagnar AAV-7 från regementet Serenissima.

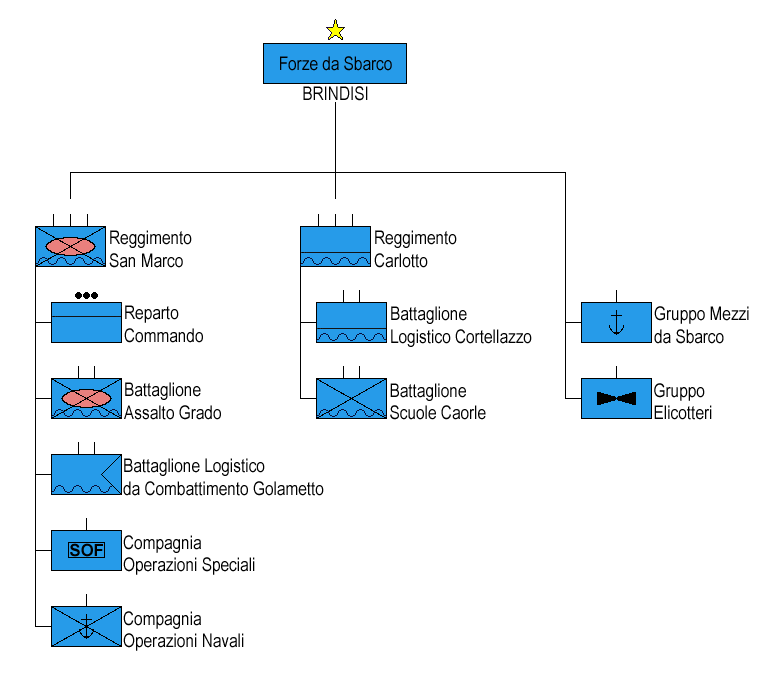
Den italienska marinens amfibiestridskrafter.

Kustjägare i Italien förekommer i olika truppslag

## Armén
Det italienska amfibieinfanteriregementet Serenissima utbildar kustjägare, Lagunari, för strid i kustzonen. Ursprungligen var kustjägarna avsedda för försvar av skärgårdsområdet utanför Venedig, idag används de huvudsakligen i internationella operationer i inre farvatten och i den kustnära zonen. Regementet består av stab, underhållskompani och en kustjägarbataljon. Det är baserat i Mestre, utanför Venedig.

## Marinen
Amfibieregementet San Marco utgör tillsammans med underhållsregementet Carlotta kärnan i den italienska marinens amfibieförband.

## Traditionsbärare
Tillsammans med marinens amfibieregemete San Marco är regementet Serenissima traditionsbärare efter Republiken Venedigs marinkår.